# Witalij Zacharow (szpadzista)
Witalij Gieorgijewicz Zacharow (ros. Виталий Георгиевич Захаров, ur. 18 grudnia 1967 w Ferganie) – białoruski szpadzista, dwukrotny medalista mistrzostw świata.
Podczas mistrzostw świata w Lizbonie w 2002 roku wywalczył brązowy medal w turnieju indywidualnym. Wyprzedzili go jedynie Rosjanin Pawieł Kołobkow i Francuz Fabrice Jeannet. Wynik ten powtórzył na rozgrywanych rok później mistrzostwach świata w Hawanie, tym razem plasując się za Fabrice'em Jeannetem i Ukraińcem Maksymem Chworostem. Był też między innymi czwarty drużynowo i siódmy indywidualnie na mistrzostwach świata w La Chaux-de-Fonds w 1998 roku.
Wystartował na igrzyskach olimpijskich w Atlancie w 1996 roku, gdzie zajął 26. miejsce w zawodach drużynowych. Brał również udział w igrzyskach olimpijskich w Sydney w 2000 roku, gdzie drużynowo był szósty, a indywidualnie zajął 24. miejsce.
Ponadto zdobył złoto w zawodach indywidualnych na mistrzostwach Europy w Koblencji w 2001 roku i brązowy medal na mistrzostwach Europy w Płowdiwie w 1998 roku.